# Fabio Mini
Fabio Mini (* 11. Dezember 1942 in Manfredonia, Foggia) ist ein italienischer Generalleutnant. Er war von 2002 bis 2003 Kommandeur der KFOR.

## Akademische und militärische Ausbildung
Mini besitzt einen Diplomabschluss in Betriebswirtschaftslehre, einen Master in Strategischen Studien, zwei postgraduale Abschlüsse in den Geisteswissenschaften der Lateranuniversität „Accademia Agostiniana“ und einen in Internationale Beziehungen der Universität Triest. 1965 absolvierte er die italienische Militärakademie. Gleich im Anschluss daran besuchte er die Panzertruppenschule. Von 1975 bis 1987 absolvierte er Stabskurse an der Führungsakademie des Heeres, die er als Jahrgangsbester abschloss.
Er durchlief eine militärische Schwerpunktausbildung in der Panzerabwehr, ABC-Abwehr, PsyOps sowie zum NATO-Presseoffizier.

## Militärische Laufbahn
Er übernahm Kommandantenverantwortlichkeit auf allen Ebenen der Mechanisierten Truppe, vom Zug bis zur Brigade. Im Zuge seiner späteren Dienstzuteilung führte er die Operation „Sizilianische Vesper“ gegen die organisierte Kriminalität auf Sizilien. Der Deckname bezieht sich auf einen Aufstand aus dem Jahre 1282. Des Weiteren leitete Mini die Vorbereitung, das Training und den Einsatzbeginn der „Legnano-Brigade“ in Somalia.
Mini war als S3 (Ausbildung)- und ABC-Abwehroffizier für das 4. Panzerregiment in Bellinzago Novarese tätig sowie als G4-Offizier (Logistik) für die Panzerbrigade Ariete in Pordenone. Von 1979 bis 1981 diente er in den USA in der 4. Mechanisierten Infanteriedivision im Fort Carson, Colorado, als G3-Offizier für Planung und Operationen, als stellvertretender G3-Offizier im Bereich Ausbildung und Auswertung und als leitender G3-Offizier des Gefechtssimulations-Zentrums. Nach seiner Rückkehr nach Italien diente er im Heeresgeneralstab als Stabsoffizier in der Personalabteilung, als Leiter des Büros für Öffentlichkeitsarbeit sowie als Presse- und Informations-Offizier des Heeresgeneralstabs.
Von 1993 bis 1996 war er als Militärattaché nach Peking entsandt.
Als Generalmajor war er Direktor der Führungsakademie des Heeres (1996–1998). Im Januar 2001 wurde er von den Alliierten Streitkräften Südeuropa mit dem Kommando über die Alliierten Streitkräfte für Balkan-Operationen beauftragt.
Generalleutnant Fabio Mini war vom 4. Oktober 2002 bis zum 3. September 2003 Kommandeur der KFOR.

## Auszeichnungen
- 1999 Kommandeur, 2003 Großoffizier und 2006 Großkreuz des Verdienstordens der Italienischen Republik
- 2004 Kommandeur des Militärordens von Italien
- Mauritianische Medaille
- Long-Command-Medaille
- US Army Commendation Medal
- „BA YI“-Medaille der Volksrepublik China

## Publikationstätigkeit
Fabio Mini schrieb ausführlich über militärische, strategische und geopolitische Themen. Unter seinen Werken befinden sich zwei bemerkenswerte Bücher: Comandare e comunicare (1989) und L'altra strategia (1998). Er schrieb mehr als zwanzig Essays und zahlreiche Aufsätze, die sowohl in militärischen als auch in zivilen Zeitschriften wie The Military Review, Limes und Heartland veröffentlicht wurden. 2001 bearbeitete er die italienische Version des Buches Unrestricted Warfare: China's Master Plan to Destroy America der beiden Obersten der Volksbefreiungsarmee Qiao Liang und Wang Xiaosui.
Mini ist Gründungsmitglied und Vorsitzender der unabhängigen Non-Profit-Denkfabrik Newstrategy. Er ist Mitglied der World Pugwash Conference und des wissenschaftlichen Beirats der Militärzeitschrift „Limes“. Er hält regelmäßig Vorträge über Fernöstliche und asiatische Strategie, über Terrorismus und Organisierte Kriminalität.

## Privates
Fabio Mini ist verheiratet und hat eine Tochter und einen Sohn. Er wuchs in Pesaro, Italien, auf.